# Conrad Abelard Fontova i Planes
Conrad Abelard Fontova i Planes (auch Conrad Abelard Fontova i Planas, spanisch: Conrado Abelardo Fontova, * 7. November 1865 in Barcelona; † 24. August 1923 in Buenos Aires) war ein katalanisch-argentinischer Pianist und Komponist. Fontova wirkte ab 1896 in Argentinien.

## Leben und Werk
Conrad Abelard Fontova war der Sohn des Theaterschauspielers Lleó Fontova i Mareca. Er studierte bei Carles Vidiella Klavier und bei Felip Pedrell Harmonie und Komposition. Später absolvierte er Aufbaustudien bei Antoine François Marmontel in Paris und dem Pianisten Arthur De Greef in Brüssel.
1896 ging er nach Buenos Aires, wo er mit seinem Bruder Lleó Fontova i Planes das Instituto Musical Fontova eröffnete, das wenige Jahre später in den Rang eines Konservatoriums gehoben wurde. Er hatte einen Lehrstuhl am Consell Nacional d’Educació inne. Er war damit eine einflussreiche Persönlichkeit im argentinischen Musikleben und wirkte als Inspektor nationaler Schulen.
1888 führte er anlässlich der Weltausstellung in Barcelona erstmals seine Komposition Àustria–Espanya („Österreich–Spanien“) auf. Er wurde hierfür mit dem Creu d’Isabel la Catòlica („Kreuz Isabell der Katholischen“) ausgezeichnet. Er komponierte unter anderem die Stücke La garsa („Der Reiher“) auf Theatertexte seines Vaters und Seré papallona („Ich werde ein Schmetterling sein“) auf Texte des Dichters Joaquim Riera i Bertran. Er komponierte weiterhin die Oper El cepillo de las ánimas („Die Bürste der Seelen“), symphonische Werke wie die Romanza sin palabras („Romanze ohne Worte“), Chorwerke wie La mort del rossinyol (Der Tod der Nachtigall) sowie weitere Stücke für Gesang und Klavier.
Er veröffentlichte in Buenos Aires die musiktheoretischen Werke Cantos escolares („Schullieder“) und Teoría de la música („Musiktheorie“).